# Капніст Іполит Іполитович
Граф Іполит Іполитович Капніст (7 (19) вересня 1872, Довгалівка, Полтавська губернія — 25 квітня 1936, Аньєр-сюр-Сен, Франція) — громадсько-політичний діяч Російської імперії, агроном. Депутат Державної думи Російської імперії III та IV скликань від Полтавської губернії.

## Походження
Народився 19 вересня 1872 року в селі Довгалівка Миргородського повіту Полтавської губернії, де знаходився родинний маєток його роду — Капністів.
Батько, Іполит Ілліч Капніст, був онуком Петра Капніста — брата видатного поета Василя Капніста. Мати, Єлизавета Василівна Магденко, походила із дворянського роду козацько-старшинського походження. Мав братів Петра і Василя, сестер Єлизавету та Ольгу. У родині був відомий під іменем Поля.

## Громадська діяльність
Закінчив Новоолександрійський інститут сільського господарства зі званням науковця-агронома I ступеня.
Обраний почесним мировим суддею та гласним Хорольського повіту, губернським гласним Полтавського земства. Мав звання Камергера Двору Його Величності.
У власності Іполита Капніста було 3200 десятин землі.

## У Державній думі

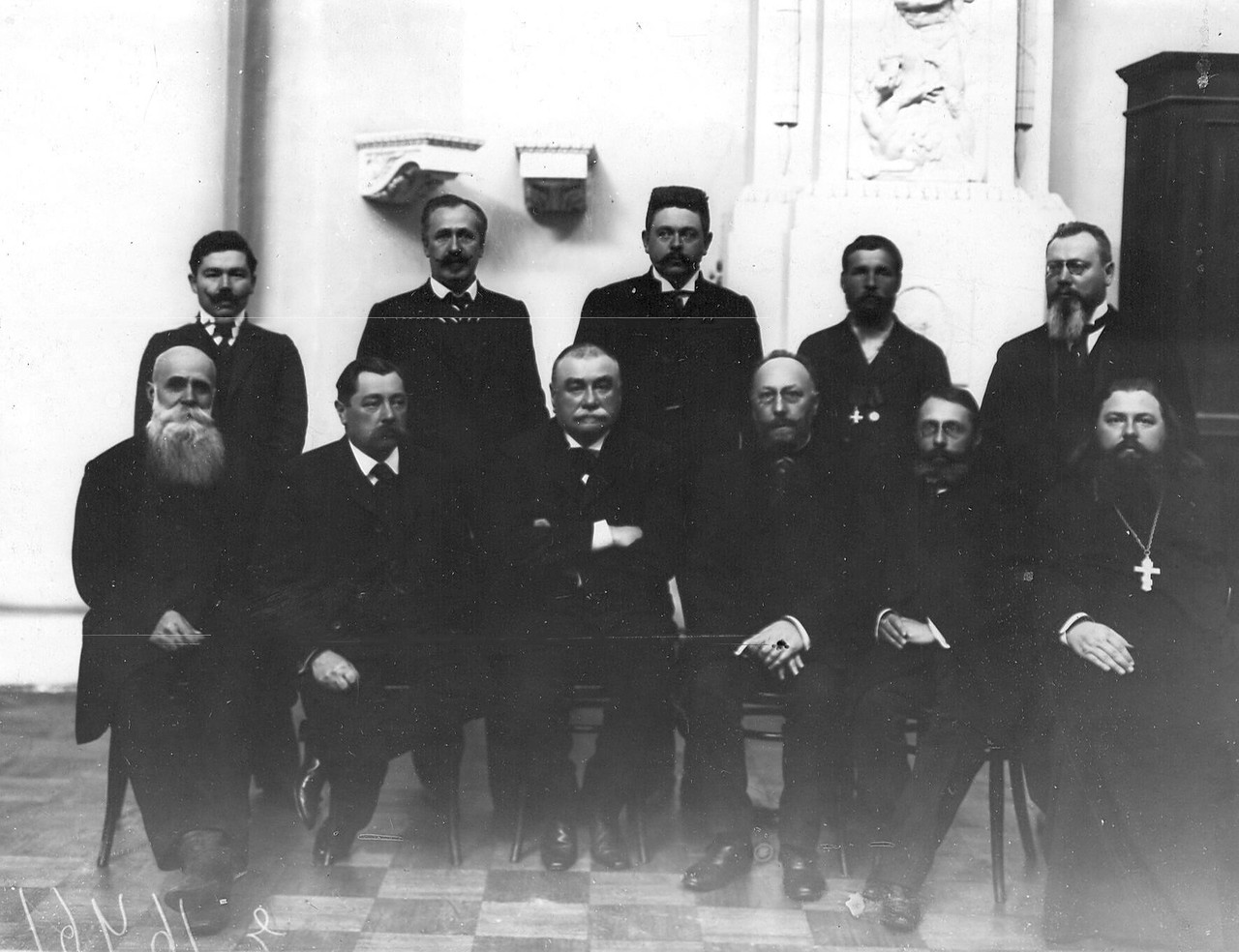
Депутати Державної думи III скликання від Полтавської губернії. Іполит Капніст посередині, стоїть

1907 року обраний депутатом Державної думи III скликання від Полтавської губернії. Входив до фракції октябристів, після її розколу — фракції земців-октябристів. У Думі III скликання обіймав посаду товариша голови Комісії з переселенської справи (1909—1912).
1912 року переобраний депутатом до IV скликання Державної думи. 1914 року виступав проти заборони на святкування 100-річчя з дня народження Тараса Шевченка. До 1916 року обіймав посади товариша голови Комісії з переселенської справи та товариша голови Сільськогосподарської комісії, з 1916 — голова останньої. У ніч на 13 березня 1917 року, під час Лютневої революції, призначений комісаром Тимчасового комітету Державної думи в Міністерстві землеробства.

## В еміграції
Після жовтневого перевороту емігрував до Франції. Належав до Російського народно-монархічного союзу, Російського центрального об'єднання, гуртка «До пізнання Росії», товариства «Ікона».
Помер в Аньєр-сюр-Сені поблизу Парижа 25 квітня 1936 року. Похований 28 квітня на старому цвинтарі Аньєра.

## Шлюб
Іполит Капніст одружився із Марією (Марусею) Тработті. У шлюбі дітей не народилося.